# 実相寺 (さいたま市)
実相寺（じっそうじ）は、埼玉県さいたま市大宮区天沼町にある日蓮宗の寺院。山号は宝樹山。旧本山は安房の大本山小湊山誕生寺、合師法縁。
区内には四恩寺等がある。

## 歴史
慶長3年（1598年）正法院日見を開山に現在の台東区東部に創建した。真了院日広（12世、宝暦8年（1758年）没）が中興したのち、昭和9年（1934年）東京市浅草区栄久町より大宮町（当時）の現在地へ移転した。

## 境内
境内は檀家や関係者以外の立ち入りが禁止されていて、その旨の看板が山門（入口）に設置されている。
- 本堂
- 実相寺会館鷲峰殿

## 歴代
- 正法院日見
- 真了院日広

## 参考資料
- 日蓮宗寺院大鑑編集委員会『宗祖第七百遠忌記念出版 日蓮宗寺院大鑑』大本山池上本門寺 (1981年)
- さいたま市史料叢書